# 青い果実 (山口百恵の曲)
「青い果実」（あおいかじつ）は、1973年9月1日に発売された山口百恵の2枚目のシングル。発売元はCBS・ソニー。

## 概要
百恵にとってオリコンチャートで初めてベストテン入りした作品となった。
「あなたが望むなら私何をされてもいいわ」という歌い出しのきわどい歌詞から、当時の歌謡界に波紋を広げた。しかしこの歌がヒットし、山口百恵の ″青い性路線″ が始まった。これは「ひと夏の経験」でピークに達し、その後も千家の作品である「愛に走って/赤い運命」まで続いた。
黒木真由美が、百恵自身も歌手デビューのきっかけとなったオーディション番組『スター誕生!』（日本テレビ系）のテレビ予選で歌唱している。

## 収録曲
| 全作詞: 千家和也、全作曲: 都倉俊一。 |                  |          |            |            |
| #                                    | タイトル         | 作詞     | 作曲・編曲 | 編曲       |
| 1.                                   | 「青い果実」     | 千家和也 | 都倉俊一   | 馬飼野康二 |
| 2.                                   | 「おかしな恋人」 | 千家和也 | 都倉俊一   | 都倉俊一   |

## 品番
- 1973年9月1日 - EP: SOLB 68（シングル）

## 関連シングル
- 1978年4月21日 - EP: 06SH 295（「GOLDEN SINGLE」 片面: としごろ）
- 1989年3月21日 - 8cmCD: 10EH 3173（「Platinum Single SERIES」 C/W: としごろ）
- 2005年5月25日 - 8cmCD: MHCL 10081（オリジナル・カラオケ、「山口百恵ヒット全曲集 -1974年版-」 紙ジャケ仕様盤）

## 関連作品
- 青い果実
  - 青い果実／禁じられた遊び - セカンドアルバム
  - 山口百恵ヒット全曲集 -1974年版-
  - Best of Best 山口百恵のすべて
  - 33 SINGLES MOMOE
  - 百恵復活
  - 山口百惠ベスト・コレクション〜横須賀ストーリー〜
  - 百惠辞典
  - GOLDEN J-POP/THE BEST 山口百惠
  - GOLDEN☆BEST 山口百恵 PLAYBACK MOMOE part2
  - MOMOE PREMIUM
  - Complete MOMOE PREMIUM
  - 山口百恵ベスト・コレクション VOL.1
  - コンプリート百恵伝説
  - GOLDEN☆BEST 山口百恵 コンプリート・シングルコレクション

- 青い果実（ライブ音源）
  - 百恵ライブ -百恵ちゃん祭りより-
  - 伝説から神話へ -BUDOKAN…AT LAST-
  - MOMOE ON STAGE
  - MOMOE LIVE PREMIUM

- おかしな恋人
  - 百惠辞典
  - MOMOE PREMIUM update
  - Complete MOMOE PREMIUM
  - コンプリート百恵伝説